# Felicia Mercado
Felicia Mercado Agud (Tijuana, Baja California; 17 de diciembre de 1959) es una ex reina de belleza, actriz y presentadora mexicana conocida por sus participaciones en telenovelas y por haber sido Srita. México en el año 1977 representando a México en Miss Universo.

## Biografía
Nacida el 17 de diciembre de 1959, hija de Ofelia Agud y José Luis Mercado, inició su carrera participando en el certamen de belleza Señorita México en 1977, siendo la ganadora y representando a México en Miss Universo 1977 en República Dominicana, después de eso da sus primeros pasos en la actuación apareciendo en la telenovela El hogar que yo robé, que era protagonizada por Angélica María. 
En 1987, salta a la fama cuando sustituye a la actriz Edith González en la telenovela Rosa salvaje, interpretando a la malvada Leonela Villarreal, telenovela en la cual hubo mucha polémica por las peleas entre su personaje y el de Rosa García, interpretado por Verónica Castro.
Durante los años siguientes, posteriormente continuó haciendo papeles antagónicos, en las telenovelas Lo blanco y lo negro, Entre la vida y la muerte y Más allá del puente (telenovela donde sustituyó a Alejandra Maldonado en el personaje de Sara).
En 1995, aparece en la telenovela Lazos de amor, interpretando a Nancy, y al año siguiente aparece en otras telenovelas como Te sigo amando, Cañaveral de pasiones y Confidente de secundaria.
En 2009 tuvo una breve aparición en la telenovela Sortilegio junto a Jacqueline Bracamontes y William Levy, y luego en la telenovela Teresa donde es la antagonista Genoveva, actuando junto a Angelique Boyer, Sebastian Rulli, Aarón Díaz y Manuel Landeta.
Desde 2011 participa en telenovelas de Telemundo como La casa de al lado, junto a Maritza Rodríguez, Gabriel Porras, Catherine Siachoque, Miguel Varoni y Daniel Lugo entre otros. En 2012 participó en El rostro de la venganza interpretando a Valeria Samaniego. En 2013, participa en Dama y obrero como la villana principal,  junto a Ana Layevska, José Luis Reséndez, Fabián Ríos y Sofía Lama.

### Familia
En 1996 se casa con Eugenio Santoscoy y tiene una hija llamada Ivana.

## Filmografía

### Cine
- Cuatro meses de libertad (1998) - Abogada
- Del norte a la gran ciudad (1998) - Consuelo
- AR-15 Comando Implacable II (1997) - Sagrario
- Cristal: ambición mortal (1997)
- Metiche y encajoso IV (1997)
- Pesadilla infernal (1997)
- Las calenturas de Juan Camaney III (1996)
- Escuadrón de honor (1995) - Ana de Manjarres
- Instinto asesino II (1995)
- Muerte en altamar (1994)
- Chicas en peligro (1993)
- La voz de los caracoles (1993)
- Dónde quedó la bolita (1993)
- Infancia violenta (1993)
- Trampa mortal (1992) - Sandra Lee
- Guerreros sobre ruedas (1992) - Mitsy
- Sueños sangrientos (1992)
- El lambiscon verde (1991)
- Esa mujer me vuelve loco (1991) - Sandra
- Las caguamas ninja (1991) - Martita
- Maten al inocente (1991) - Elena Gazcón
- Muerte por partida doble (1991) - Amelia
- Secreto sangriento (1991) - Ángelica
- The killing zone (1991)
- El ninja mexicano (1991)
- La huella (1991) - Marlene Torre
- La guerra de los bikinis (1990)
- La soplona (1990)
- Los cuates del Pirruris (1990) - Silvana
- Noche de pánico (1990)
- Investigador privado, muy privado (1990)
- Zapatero a tus zapatos (1990)
- La caída de Noriga (1990)
- La pisca de la muerte (1990)
- Las dos caras de la muerte (1990)
- Pleito de perdedores (1990)
- Prisión sin ley (1990)
- Traficantes del vicio (1990)
- Cazador de recompensas (1989) - María Niebla
- Un macho en el reformatorio de señoritas (1989)
- La ley de la calle (1989)
- Cacería implacable (1988)
- Con el odio en la piel (1988)
- Se vende esposa en buenísimo estado (1988)
- La chica de la piscina (1987) - Marcela
- Narco terror (1985) - Maura Treviño
- El rey de oros (1984) - María
- Viva el chubasco (1983)
- Okey, Mister Pancho (1981) - Patty
- El sátiro (1980)
- Tres de presidio (1980) - Olivia

### Telenovelas
- Velvet: el nuevo imperio (2025) - Teresa[3]
- Gloria Trevi: ellas soy yo (2023) - Gloria Ruiz[4]
- Cabo (2022-2023) - Jimena Manrique Vda. de Escalante[5]
- Dama y obrero (2013) - Estela Mendoza de Santamaría
- El rostro de la venganza (2012-2013) - Valeria de Samaniego
- La casa de al lado (2011-2012) - Eva Spencer vda. de Conde
- Teresa (2010-2011) - Genoveva de Alba Vda. de Castellanos
- Sortilegio (2009) - Adriana Villavicencio de Lombardo
- Entre el amor y el odio (2002) - Lucila Montes
- Amigas y rivales (2001) - Sonia Villalobos Vda de Torreblanca/de De la O
- Por un beso (2000-2001) - Eugenia Mendizábal de Ballesteros
- Preciosa (1998) - Enriqueta de San Román
- Te sigo amando (1996-1997) - Dra. Carmen Espinoza
- Confidente de secundaria (1996) - Casandra
- Cañaveral de pasiones (1996) - Margarita Faberman de Santos
- Lazos de amor (1995-1996) - Nancy
- Más allá del puente (1993-1994) - Sara
- Entre la vida y la muerte (1993) - Cristina
- Mujer, casos de la vida real (1992-2003) - Varios personajes
- Lo blanco y lo negro (1989) - Déborah
- Rosa salvaje (1987-1988) - Leonela Villarreal #2
- El precio de la fama (1987) - Doris
- Vivir un poco (1985-1986) - Magdalena Armenteros
- Si, mi amor (1984-1985) - Lady Simpson
- El hogar que yo robé (1981) - Odalisca

### Programas
- Al ritmo de la noche (1997) - Conductora
- No empujen (1982)

## Premios y nominaciones
| Año  | Premiación        | Categoría      | Programa/Telenovela      | Resultado |
| ---- | ----------------- | -------------- | ------------------------ | --------- |
| 2014 | Premios Tu Mundo  | Primera Actriz | Dama y Obrero            | Nominada  |
| 2014 | Miami Life Awards | Primera Actriz | Dama y Obrero            | Nominada  |
| 2013 | Miami Life Awards | Primera Actriz | El rostro de la venganza | Nominada  |